# 深圳来福士广场

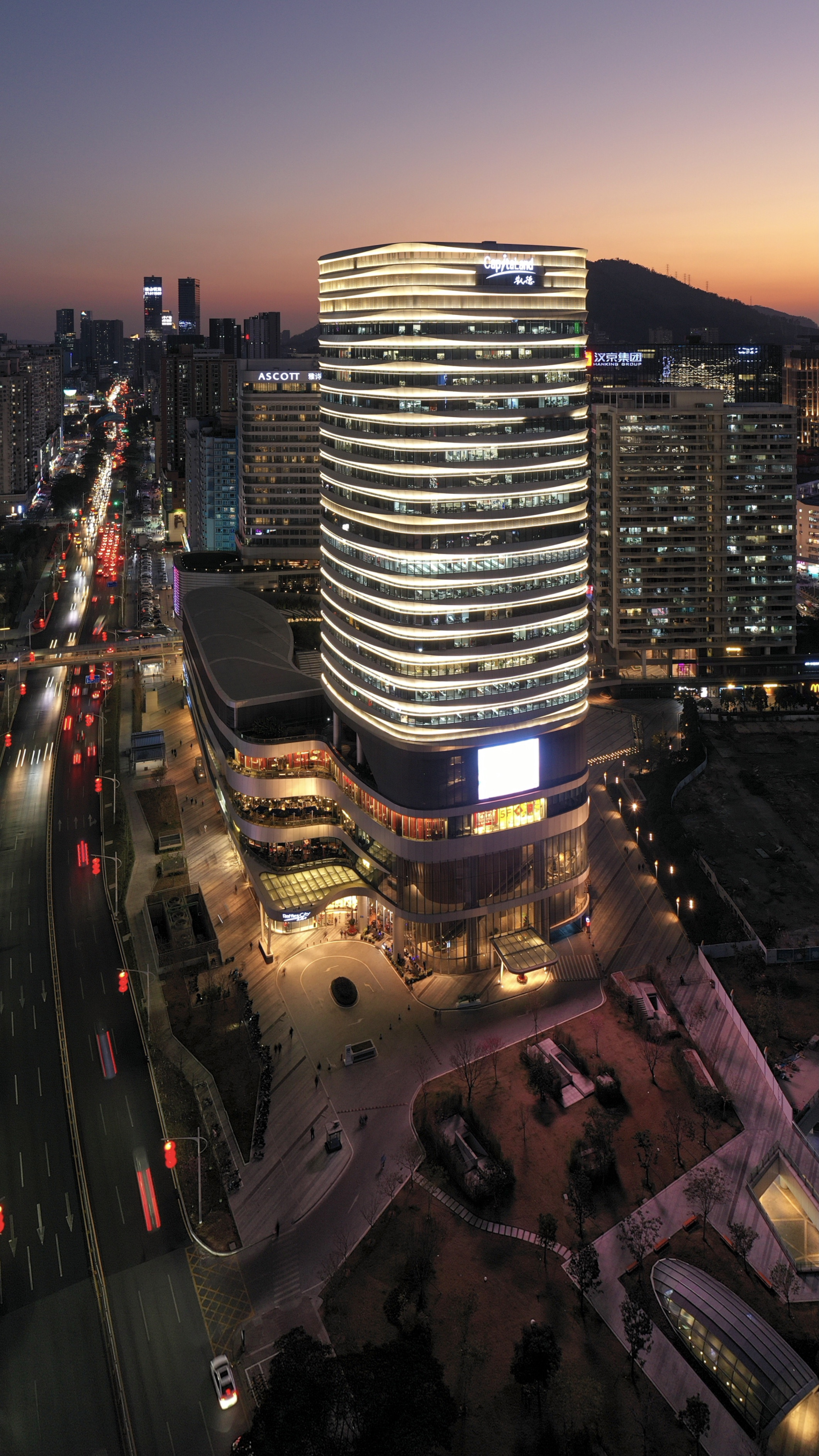
位于南海大道西侧的來福士廣場

深圳来福士广场是一座位于中国广东省深圳市南山區的商业设施，由凱德集团和恆裕集團投资开发。功能包括商务写字楼、SOHO公寓（由凱德集團旗下雅詩閣管理）及大型購物中心。
2016年5月，深圳来福士广场正式开业，成为凯德置地集团继杭州、新加坡、上海、北京、成都和巴林之后的第8座开业的来福士广场。

## 商戶
商場引入百佳的Taste品牌、百老匯院線的百麗宮、連鎖書店西西弗書店等。

### 交通
深圳地鐵9號綫與深圳地鐵12號綫在商場外設置南油站，其中南油站D出口將連接商場負一層，而商場外亦設有南油站D、E出口。此外，商場外的南海大道也有多條公交路綫途經。商場正興建行人天橋橫跨南海大道。